# Tom Gijsbrecht
Tom Gijsbrecht is een personage uit de Vlaamse ziekenhuisserie Spoed. Dit vaste gastpersonage werd gespeeld door Thomas Vanderveken in 2000, 2001 en 2003 en door Kurt Vandendriessche in 2004 en 2007.

## Personage
Tom is de zoon van Luc Gijsbrecht en Christiane Van Breda. Naast Tom heeft Luc ook nog een geheime buitenechtelijke dochter: Hilde. Luc besluit te scheiden van Christiane, om te trouwen met Hildes moeder Jeannine. Luc en Jeannine willen vinden dat Tom en Hilde eindelijk de waarheid mogen weten. Wat de twee echter niet doorhebben, is dat Tom en Hilde een relatie hebben. Meer zelfs, Hilde is zwanger van Tom. De wereld van Tom en Hilde stort volledig in, zeker wanneer blijkt dat de foetus van hun kindje zwaar verminkt is en Hilde een abortus zal moeten ondergaan. Wanneer Hilde even later voor de ogen van Tom zelfmoord pleegt, gaat hij door een regelrechte hel.
Het gaat stilaan weer beter met Tom en hij is blij wanneer hij te horen krijgt dat ondanks hun ruzie, zijn beide ouders Luc en Christiane samen met hem zijn 18de verjaardag zullen vieren. Tijdens hun etentje kunnen Luc en Christiane hun eeuwige gekibbel echter niet laten en pakt Tom, die het gedoe van zijn ouders grondig beu is, zijn koffers. Later beslist hij om in Oxford, Engeland economie te gaan studeren (einde seizoen 1).
Na enige tijd (in seizoen 3) komt Tom weer in paniek terug. Hij is in Engeland verslaafd geraakt aan drugs omdat hij de dood van Hildeke niet goed heeft kunnen verwerken. Hij is uiteindelijk gevlucht uit Engeland omdat hij in de veronderstelling was dat hij een moord gepleegd had. Luc, Jeannine en Tessa Certijn helpen Tom van de drugs af. Op aanraden van Luc gaat hij zich nadien aangeven bij de politie. Uiteindelijk blijkt dat Tom helemaal geen moord had gepleegd, maar het zich alleen maar had ingebeeld toen hij onder invloed was. Tom slaagt er ook in volledig af te kicken en vertrekt weer naar Engeland.
In seizoen 7 keert hij opnieuw terug en papt hij aan met dokter Iris van de Vijver. Ze gaan samen squashen en gaan soms samen eten, maar toch wil een echte relatie niet echt lukken, al ligt dit vooral aan Iris. Ook de relatie met zijn vader raakt op een historisch dieptepunt. Tom gaat zijn beklag doen bij Marijke Willems, Lucs ex-vrouw van wie hij aan het scheiden is. Wanneer Luc erachter komt dat Tom met Marijke tegen hem samenspant, en wanneer Toms vriendschap met Iris stukloopt door een grote ruzie, vertrekt hij weer naar Engeland.
In seizoen 10 keert hij weer maar eens terug uit Engeland. Hij ontmoet zijn vader weer, die hem erg gemist heeft. Hij maakt weer avances bij Iris, maar zij heeft intussen al haar pijlen gericht op Filip Driessen, en moet dus niets meer van Tom weten. Vervolgens raakt hij in de ban van dokter Ellen Van Poel en begint hij een relatie met haar. Na verloop van tijd raakt hij haar echter weer beu en dumpt hij haar.

## Familie
- Luc Gijsbrecht (vader)
- † Hilde Somers (halfzus/partner)
- Jeannine Somers (ex-stiefmoeder)
- Christiane Van Breda (moeder)
- Marijke Willems (ex-stiefmoeder)